# Phê phán chủ nghĩa tư bản

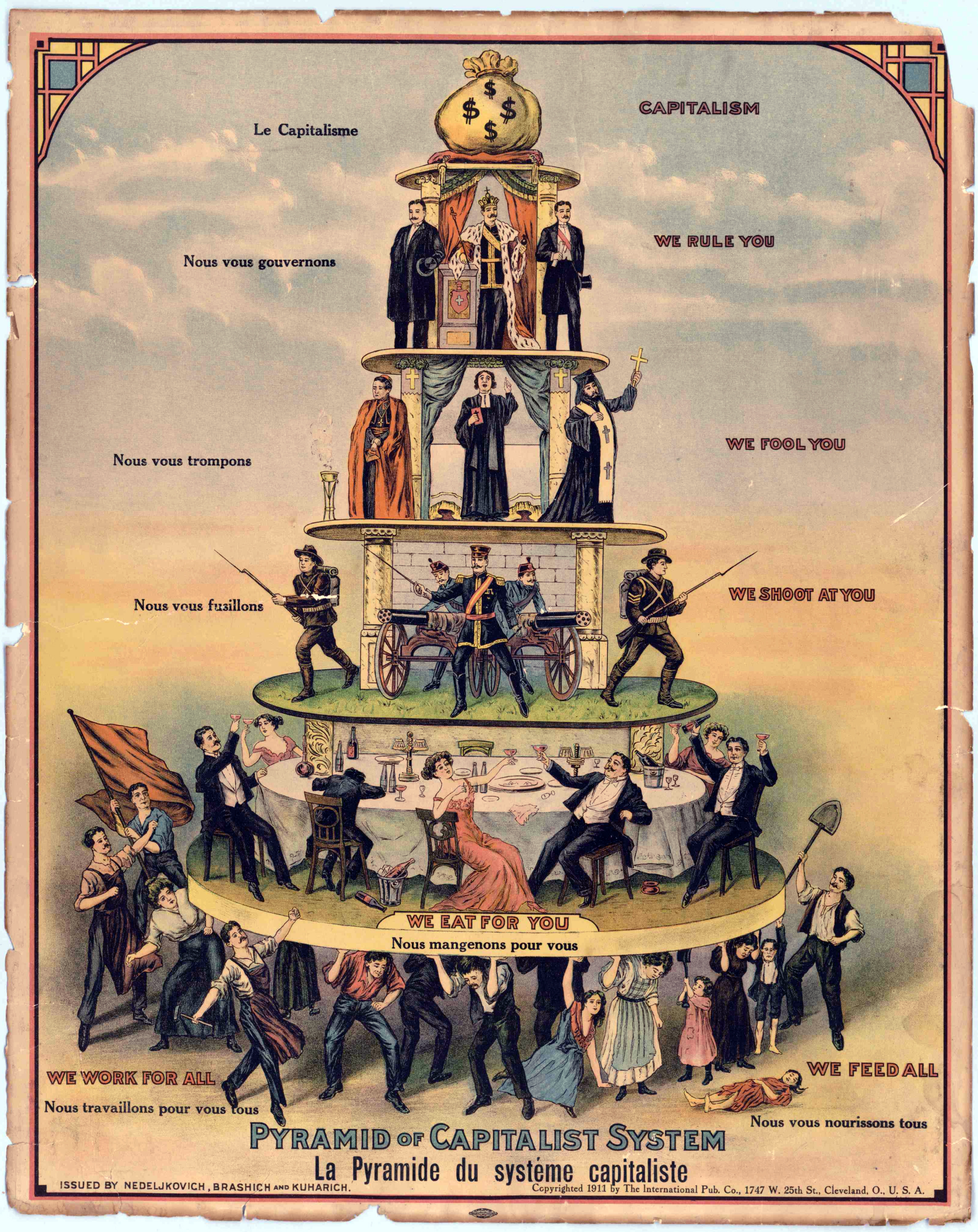
Áp phích Industrial Workers of the World của những người theo chủ nghĩa chống tư bản dán năm 1911. Hình nói về sự mâu thuẫn giai cấp giữa tầng lớp trên và tầng lớp dưới trong xã hội.

Phê phán chủ nghĩa tư bản tập hợp các quan điểm, luận cứ phê phán chủ nghĩa tư bản. Chủ nghĩa tư bản là đối tượng bị chỉ trích từ nhiều quan điểm khác nhau trong lịch sử tồn tại của nó. Sự chỉ trích này đến từ những người không đồng ý với nguyên tắc của chủ nghĩa tư bản một cách toàn diện, đến những người không đồng ý với những hệ quả từ chủ nghĩa tư bản. Có những người mong muốn thay thế toàn bộ chủ nghĩa tư bản bằng một phương thức sản xuất và tổ chức xã hội mới, nhóm này có hai phái, một phái cho rằng chỉ có thể thay thế chủ nghĩa tư bản bằng cách mạng vũ trang, phái kia cho rằng có thể đấu tranh một cách hòa bình, đấu tranh đòi hỏi các cải cách chính trị. Những người khác công nhận một số ưu điểm của chủ nghĩa tư bản và muốn cân bằng chủ nghĩa tư bản bằng một hình thức kiểm soát xã hội mạnh mẽ hơn nữa, chủ yếu bằng chính sách nhà nước. Một số khác chỉ muốn dẹp bỏ hoặc thay thế một số yếu tố và hệ quả của chủ nghĩa tư bản.

## Chỉ trích

### Trường phái Marxist
Nhà sử học Marxist đương đại nổi tiếng, ông Eric Hobsbawm, trả lời phỏng vấn năm 2009. Bối cảnh phỏng vấn diễn ra khi cuộc khủng hoảng tài chính 2007-2010, kéo theo các khủng hoảng ngân hàng, khủng hoảng kinh tế, khủng hoảng tiền tệ và khủng hoảng nợ công ở châu Âu. Bài phỏng vấn đã khái quát những chỉ trích của những người Marxist với hệ thống tư bản chủ nghĩa:
"...Không có giải pháp nào là vĩnh cửu. Chủ nghĩa tư bản cũng thế, nó có sống dai đến đâu, có hiển hiện trong đầu óc người ta như một cái gì không thể thay đổi tới mức nào, rồi nó cũng sẽ biến mất, sớm hay muộn mà thôi... Về vật chất thì với rất nhiều người, thế giới ngày nay đã được cải thiện. Nhưng về tinh thần, chính trị và đạo đức thì người ta không tiến kịp, hiện tại có lẽ còn đang thụt lùi. Vậy đâu là những giá trị của cuộc sống? Vì sao chúng ta sống trên đời? Sống để làm gì?... Trong 30, 40 năm gần đây, người ta đã khước từ một cách hệ thống việc đánh giá chủ nghĩa tư bản theo tinh thần duy lý. Một hệ thống bóc lột và phá hủy môi trường, cưa chính cái cành cây mà mình đang ngồi? Và bây giờ cành cây gãy răng rắc khắp nơi. Có lẽ nhân loại rồi sẽ ân hận vì không nghe theo Rosa Luxemburg: hoặc chủ nghĩa xã hội, hoặc trở về thời mông muội. Karl Marx chưa bao giờ lập luận chống lại các nhà tư bản tham lam. Ông ấy chỉ chống lại một hệ thống tất yếu đẻ ra lòng tham. Trong chế độ tư bản, ai cũng buộc phải chạy theo lợi thế cho bản thân, không làm thế là chết. Những người như Marx và Schumpeter biết rõ rằng chủ nghĩa tư bản là một thứ không đứng yên, nó phát triển và tiến với tinh thần cách mạng về phía trước, nhưng nó cũng tất yếu sụp đổ và luôn gắn liền với những khủng hoảng quy mô khác nhau và có thể hết sức khốc liệt."

### Các tôn giáo
Nhiều tôn giáo đã chỉ trích hay chống đối một số khía cạnh nhất định của chủ nghĩa tư bản; Kitô giáo và Hồi giáo từng ngăn cấm hành động cho vay tiền lấy lãi. Kitô giáo là một nguồn cho cả sự cổ vũ (như đạo đức lao động Tin Lành) lẫn chỉ trích (như Thông điệp Rerum novarum của Giáo hoàng Lêô XIII) chủ nghĩa tư bản, đặc biệt là yếu tố lợi ích duy vật chất và quan niệm sống thực dụng của nó. Nhiều nguyên lý của những người theo trường phái chủ nghĩa xã hội đầu tiên vốn được rút ra từ các giá trị của Công giáo, chống lại các giá trị về sự tìm kiếm lợi nhuận, lòng tham, tính ích kỷ, và đầu cơ tích trữ...